# Боково (Вікуловський район)
Бо́ково (рос. Боково) — село у складі Вікуловського району Тюменської області, Росія.
Населення — 288 осіб (2010, 298 у 2002).
Національний склад станом на 2002 рік:
- росіяни — 90 %